# Daniel Cormier
Daniel Cormier (Lafayette, 20 marzo 1979) è un commentatore UFC, ex lottatore di arti marziali miste ed ex lottatore olimpico statunitense.
Ha combattuto nella divisione dei pesi massimi per la promozione statunitense UFC, dov'è stato campione di categoria dal 2018 al 2019; dal 2017 riveste anche il ruolo di intervistatore-commentatore. Dal 2015 al 2018 è stato anche campione dei pesi mediomassimi, divenendo il quinto uomo nella storia della federazione a vincere la cintura in due categorie di peso e il secondo a detenerle contemporaneamente. È universalmente riconosciuto come uno dei più grandi artisti marziali di tutti i tempi.
È stato l'ultimo campione dei pesi massimi Strikeforce, avendo ottenuto il titolo con la vittoria del torneo Strikeforce Heavyweight Grand Prix nel 2012, e in passato è stato anche campione nell'organizzazione australiana XMMA e in quella statunitense KOTC.
Dal 2020, è uno dei commentatori ufficiali degli eventi UFC, spesso affiancato nelle card titolate da Joe Rogan e Jon Anik.

## Carriera nella lotta libera
Cormier inizia a lottare nella sua high school e vince per tre volte il campionato scolastico dello Stato della Louisiana, terminando le scuole con un record di 101-9. Frequenta poi la Oklahoma State University, dove perde la finale del torneo NCAA contro Cael Sanderson.
Prende quindi parte ai Giochi olimpici di Atene 2004, dove finisce quarto nella sua categoria di peso, e ai Giochi olimpici di Pechino 2008, dove però non poté competere.

## Carriera nelle arti marziali miste
Cormier inizia la sua carriera nelle arti marziali miste entrando nel team della American Kickboxing Academy di San Jose, dove si allena con campioni come Cain Velasquez, Jon Fitch e Josh Koscheck.
Nei primi due anni di carriera mette a segno una serie di vittorie consecutive in federazioni minori e vince i titoli dei pesi massimi XMMA e KOTC.

### Strikeforce
Nel 2011 stipula un contratto con la Strikeforce, dove inanella subito una serie di vittorie che prosegue nel torneo Strikeforce Heavyweight Grand Prix arrivando in finale contro Josh Barnett. L'incontro era programmato per l'evento Strikeforce: Tate vs. Rousey del 3 marzo 2012 ma saltò a causa di un infortunio capitato proprio a Cormier; venne quindi disputato nel maggio 2012 e Cormier sorprese ancora una volta dominando Barnett, al tempo ancora considerato uno dei primi dieci al mondo, facendo valere la propria straordinaria lotta libera ma anche uno striking d'eccezione: Cormier vinse così ai punti e divenne campione.
Successivamente si parlò di possibili sfide contro gli ex campioni dei pesi massimi UFC Tim Sylvia e Frank Mir: il match contro Sylvia non si concretizzò mentre quello contro Mir venne programmato per il 3 novembre, ma un infortunio capitato a quest'ultimo fece saltare il tutto. Combatte il suo ultimo incontro in Strikeforce nel gennaio 2013 contro l'olandese Dion Staring, vincendo facilmente per KO tecnico; questo fu l'ultimo evento della Strikeforce prima che questa venisse assimilata dalla più importante UFC e conseguentemente Cormier fu l'ultimo campione della promozione. DC chiuse la propria esperienza con un record parziale di 8-0.

### Ultimate Fighting Championship
Nel 2013 la UFC completò l'accorpamento della Strikeforce e di conseguenza Cormier venne aggiunto al roster dei pesi massimi e inserito nei ranking ufficiali dell'organizzazione come il numero tre tra i contendenti al titolo di categoria. Esordì il 20 aprile 2013 contro l'ex campione e numero sei dei ranking Frank Mir, vincendo per decisione unanime; nell'ottobre dello stesso anno sconfisse in maniera convincente anche il numero nove Roy Nelson.
Nel febbraio 2014 avrebbe dovuto scendere nella divisione dei pesi mediomassimi per affrontare l'ex campione di categoria Rashad Evans all'evento UFC 170: Rousey vs. McMann, ma proprio Evans si infortunò alla gamba e venne rimpiazzato dal nuovo arrivo Patrick Cummins, ex compagno di Cormier nella nazionale di lotta libera: DC si sbarazzò velocemente di un rivale non all'altezza ed ottenne così la sua prima vittoria come peso massimo leggero. In maggio impressionò di nuovo gli appassionati con la sua vittoria sulla leggenda delle MMA Dan Henderson, ex campione Pride e Strikeforce: Cormier dominò il rivale grazie alla sua lotta per tutta la durata dell'incontro e lo finì con uno strangolamento.
In settembre venne chiamato a sostituire l'indisponibile Alexander Gustafsson nel match valido per il titolo dei pesi mediomassimi UFC contro il campione in carica Jon Jones, ma quest'ultimo diede forfait a metà agosto per un infortunio e il match venne spostato a gennaio 2015: Cormier si dimostrò un avversario all'altezza e mise in difficoltà il campione in qualche frangente, ma alla fine non riuscì a sostenere la pressione costante di Jones e al termine della gara tutti i giudici diedero la vittoria all'avversario con il punteggio di 49-46; entrambi gli atleti ricevettero il premio Fight of the Night.

#### Campione dei pesi mediomassimi UFC
Il 6 giugno avrebbe dovuto affrontare Ryan Bader ma il 28 aprile, a seguito dell'incidente causato da Jones e della sua successiva sospensione, la UFC lo spostò a UFC 187 per affrontare il contendente numero uno Anthony Johnson in un match titolato. Nei primi secondi del match Cormier subì alcune combinazioni portate da Johnson ma successivamente, grazie alla sua superiorità nella lotta, riuscì ad eseguire uno splendido takedown e a mettere a segno un devastante ground and pound. La situazione si ripeté anche nel terzo round e, a poco più di due minuti del medesimo, Cormier sottomise Johnson con una rear-naked choke, divenendo il nuovo campione dei pesi mediomassimi UFC.
A settembre avrebbe dovuto affrontare Gustafsson a UFC 191 per difendere per la prima volta il titolo ma la UFC annunciò che l'incontro tra i due si sarebbe tenuto a UFC 192: dopo un match molto equilibrato durato cinque riprese, Cormier riuscì ad imporsi sullo svedese vincendo l'incontro per decisione non unanime; entrambi gli atleti vennero premiati con il riconoscimento Fight of the Night.
Il 23 aprile 2016 avrebbe dovuto difendere il titolo contro l'ex campione Jones, ma quest'ultimo annunciò di essersi infortunato al piede e venne rimpiazzato da Ovince Saint Preux; quest'ultimo affrontò Jones per il titolo ad interim e venne sconfitto.
Il match contro Jones per unificare il titolo dei pesi mediomassimi venne organizzato per UFC 200, ma il 6 luglio venne annunciata una probabile violazione dell'anti-doping da parte di Jones e ciò portò alla cancellazione dell'incontro. Durante la messa in onda dell'evento UFC Fight Night: dos Anjos vs. Alvarez venne annunciato che Cormier avrebbe affrontato Anderson Silva in un match di tre round non valido per il titolo: DC, per annullare la superiorità nello striking di Silva, effettuò numerosi takedown rimanendo in una posizione dominante per lunghi tratti e dopo tre riprese ottenne la vittoria per decisione unanime.
Il rematch valido per il titolo contro Johnson venne organizzato per il 10 dicembre 2016 a UFC 206, ma il 26 novembre Cormier dovette rinunciare all'incontro per infortunio; l'incontro venne quindi spostato a UFC 210 l'8 aprile e Cormier si impose di nuovo su Johnson ancora tramite rear-naked choke mantenendo il titolo.
Il 29 luglio, a UFC 214, Cormier si trova ad affrontare di nuovo Jon Jones, appena rientrato dalla squalifica, in un rematch estremamente sentito da entrambe le parti: Bones, tuttavia, esce di nuovo vincitore dal confronto riconquistando il titolo dei mediomassimi e infliggendo all'avversario la prima sconfitta entro il tempo limite nella sua carriera. Il 22 agosto, tuttavia, Jones viene informato dalla USADA di una possibile violazione dell'anti-doping: il 13 settembre viene confermato ufficialmente che il secondo controllo ha confermato l'assunzione da parte di Jones di Turinabol, uno steroide, e pertanto il risultato dell'incontro viene convertito in No Contest e il titolo restituito d'ufficio a Cormier.
Il 20 gennaio 2018 difende il titolo dei mediomassimi contro lo svizzero Volkan Oezdemir imponendosi per KO tecnico al secondo round dopo aver dominato l'intero match ed essere andato vicino alla finalizzazione al termine della prima ripresa.

#### Campione dei pesi massimi UFC e ritiro
Il 6 luglio 2018 Cormier affronta il campione dei pesi massimi in carica Stipe Miocic, che riesce a mettere KO alla prima ripresa vincendo il titolo e ottenendo anche il riconoscimento Performance of the Night. Subito dopo lancia la sfida all'ex campione Brock Lesnar, presente nell'arena e salito sull'ottagono dopo l'incontro, che dopo aver scatenato una piccola rissa accetta.
Mancando tuttavia un main event per UFC 230 la prima difesa del titolo dei pesi massimi viene anticipata appunto a novembre e Cormier si trova ad affrontare il numero due della divisione Derrick Lewis: dopo aver dominato il primo round grazie alla sua superiorità nella lotta, al secondo il campione mette a segno una rear-naked choke con cui mantiene il titolo. Cormier diviene così il primo lottatore a detenere contemporaneamente due titoli e a difenderli entrambi mentre il 28 dicembre 2018, il giorno prima di UFC 232, rende vacante il titolo dei pesi mediomassimi, che l'indomani verrà vinto dall'acerrimo rivale Jon Jones.
Il 17 agosto 2019 affronta Miocic nel rematch valido per il titolo: stavolta è l'ex campione ad imporsi per KO alla quarta ripresa, infliggendo a DC la prima sconfitta in carriera prima del termine e la prima nella divisione dei pesi massimi. La trilogia Cormier-Miocic si chiude il 15 agosto 2020 a UFC 252 con la definitiva affermazione del campione di origine croata, che viene dichiarato vincitore per decisione unanime. Al termine dell'incontro DC annuncia il ritiro.

## Risultati nelle arti marziali miste
| Risultato  | Record   | Avversario           | Metodo                                   | Evento                                          | Data              | Round | Tempo | Città                      | Note |
| ---------- | -------- | -------------------- | ---------------------------------------- | ----------------------------------------------- | ----------------- | ----- | ----- | -------------------------- | --- |
| Sconfitta  | 22-3 (1) | Stipe Miocic         | Decisione (unanime)                      | UFC 252: Miocic vs. Cormier 3                   | 15 agosto 2020    | 5     | 5:00  | Las Vegas, Stati Uniti     | Per il titolo dei pesi massimi UFC                                                                                          |
| Sconfitta  | 22-2 (1) | Stipe Miocic         | KO tecnico (pugni)                       | UFC 241: Cormier vs. Miocic 2                   | 17 agosto 2019    | 4     | 4:09  | Anaheim, Stati Uniti       | Perde il titolo dei pesi massimi UFC                                                                                        |
| Vittoria   | 22-1 (1) | Derrick Lewis        | Sottomissione (rear-naked choke)         | UFC 230: Cormier vs. Lewis                      | 3 novembre 2018   | 2     | 2:14  | New York, Stati Uniti      | Difende il titolo dei pesi massimi UFC                                                                                      |
| Vittoria   | 21-1 (1) | Stipe Miočić         | KO (pugni)                               | UFC 226: Miocic vs. Cormier                     | 6 luglio 2018     | 1     | 4:38  | Las Vegas, Stati Uniti     | Vince il titolo dei pesi massimi UFC, Perfomance of the Night                                                               |
| Vittoria   | 20-1 (1) | Volkan Oezdemir      | KO tecnico (pugni)                       | UFC 220: Miocic vs Ngannou                      | 20 gennaio 2018   | 2     | 2:00  | Boston, Stati Uniti        | Difende il titolo dei pesi mediomassimi UFC, Perfomance of the Night                                                        |
| No Contest | 19-1 (1) | Jon Jones            | No Contest (doping)                      | UFC 214: Cormier vs. Jones 2                    | 29 luglio 2017    |       |       | Anaheim, Stati Uniti       | La sconfitta per KO subìta da Cormier venne modificata in No Contest dopo che Jones risultò positivo ad un test anti-doping |
| Vittoria   | 19-1     | Anthony Johnson      | Sottomissione (rear-naked choke)         | UFC 210: Cormier vs Johnson 2                   | 8 aprile 2017     | 2     | 3:37  | Buffalo, Stati Uniti       | Difende il titolo dei pesi mediomassimi UFC                                                                                 |
| Vittoria   | 18-1     | Anderson Silva       | Decisione (unanime)                      | UFC 200: Tate vs. Nunes                         | 9 luglio 2016     | 3     | 5:00  | Las Vegas, Stati Uniti     | |
| Vittoria   | 17-1     | Alexander Gustafsson | Decisione (non unanime)                  | UFC 192: Cormier vs. Gustafsson                 | 3 ottobre 2015    | 5     | 5:00  | Houston, Stati Uniti       | Difende il titolo dei pesi mediomassimi UFC. Fight of the Night                                                             |
| Vittoria   | 16-1     | Anthony Johnson      | Sottomissione (rear-naked choke)         | UFC 187: Johnson vs. Cormier                    | 23 maggio 2015    | 3     | 2:39  | Las Vegas, Stati Uniti     | Vince il titolo dei pesi mediomassimi UFC, Performance of the Night                                                         |
| Sconfitta  | 15-1     | Jon Jones            | Decisione (unanime)                      | UFC 182: Jones vs. Cormier                      | 3 gennaio 2015    | 5     | 5:00  | Las Vegas, Stati Uniti     | Per il titolo dei pesi mediomassimi UFC, Fight of the Night                                                                 |
| Vittoria   | 15-0     | Dan Henderson        | Sottomissione tecnica (rear-naked choke) | UFC 173: Barao vs. Dillashaw                    | 24 maggio 2014    | 3     | 3:53  | Las Vegas, Stati Uniti     | |
| Vittoria   | 14-0     | Patrick Cummins      | KO tecnico (pugni)                       | UFC 170: Rousey vs. McMann                      | 22 febbraio 2014  | 1     | 1:19  | Las Vegas, Stati Uniti     | Passa ai pesi mediomassimi                                                                                                  |
| Vittoria   | 13-0     | Roy Nelson           | Decisione (unanime)                      | UFC 166: Velasquez vs. dos Santos 3             | 19 ottobre 2013   | 3     | 5:00  | Houston, Stati Uniti       | |
| Vittoria   | 12-0     | Frank Mir            | Decisione (unanime)                      | UFC on Fox: Henderson vs. Melendez              | 20 aprile 2013    | 3     | 5:00  | San Jose, Stati Uniti      | Debutto in UFC |
| Vittoria   | 11-0     | Dion Staring         | KO tecnico (pugni)                       | Strikeforce: Marquardt vs. Saffiedine           | 12 gennaio 2013   | 2     | 4:02  | Oklahoma City, Stati Uniti | |
| Vittoria   | 10-0     | Josh Barnett         | Decisione (unanime)                      | Strikeforce: Barnett vs. Cormier                | 19 maggio 2012    | 5     | 5:00  | San Jose, Stati Uniti      | Vince lo Strikeforce Heavyweight Grand Prix e il titolo dei pesi massimi Strikeforce                                        |
| Vittoria   | 9–0      | Antônio Silva        | KO (pugni)                               | Strikeforce World GP: Barnett vs. Kharitonov    | 10 settembre 2011 | 1     | 3:56  | Cincinnati, Stati Uniti    | Semifinale dello Strikeforce Heavyweight Grand Prix                                                                         |
| Vittoria   | 8–0      | Jeff Monson          | Decisione (unanime)                      | Strikeforce: Overeem vs. Werdum                 | 18 giugno 2011    | 3     | 5:00  | Dallas, Stati Uniti        | |
| Vittoria   | 7–0      | Devin Cole           | Decisione (unanime)                      | Strikeforce Challengers: Woodley vs. Saffiedine | 7 gennaio 2011    | 3     | 5:00  | Nashville, Stati Uniti     | |
| Vittoria   | 6–0      | Soa Palelei          | KO Tecnico (sottomissione ai pugni)      | Xtreme MMA 3                                    | 5 novembre 2010   | 1     | 2:23  | Sydney, Australia          | Difende il titolo dei pesi massimi XMMA                                                                                     |
| Vittoria   | 5–0      | Jason Riley          | KO Tecnico (sottomissione ai pugni)      | Strikeforce: Houston                            | 21 agosto 2010    | 1     | 1:02  | Houston, Stati Uniti       | |
| Vittoria   | 4–0      | Tony Johnson         | Sottomissione (rear naked choke)         | KOTC: Imminent Danger                           | 13 agosto 2010    | 1     | 2:27  | Mescalero, Stati Uniti     | Vince il titolo dei pesi massimi KOTC                                                                                       |
| Vittoria   | 3–0      | Lucas Browne         | KO tecnico (pugni)                       | Xtreme MMA 2                                    | 31 luglio 2010    | 1     | 4:35  | Sydney, Australia          | Vince il titolo dei pesi massimi XMMA                                                                                       |
| Vittoria   | 2–0      | John Devine          | KO (pugno)                               | Strikeforce Challengers: Johnson vs. Mahe       | 26 marzo 2010     | 1     | 1:19  | Fresno, Stati Uniti        | |
| Vittoria   | 1–0      | Gary Frazier         | KO tecnico (pugni)                       | Strikeforce Challengers: Kennedy vs. Cummings   | 25 settembre 2009 | 2     | 3:39  | Bixby, Stati Uniti         | |